# Coyutla
Coyutla è un comune del Messico, situato nello stato federato di Veracruz, il cui capoluogo è la città omonima.
Conta 21.822 abitanti (2010) e ha un'estensione di 234,72 km².
Il significato del nome della località in lingua nahuatl è luogo dei coyote.